# Rivalità Bartali-Coppi

Bartali (a sinistra) e Coppi (in maglia rosa) in una pausa del Giro d'Italia tra gli anni 1940 e 1950

La rivalità tra Gino Bartali e Fausto Coppi è stata nel secondo dopoguerra uno degli argomenti, sportivi e non, più dibattuti d'Italia: tale rivalità, tra due delle prime e più grandi personalità "mitizzate" dello sport italiano, fu una delle più famose nel mondo dei pedali – insieme a quella tra Binda, Girardengo e Guerra prima, e tra Moser e Saronni poi –, nonché di tutto lo sport italiano (che a quell'epoca si accendeva anche sui duelli motoristici fra Gilera e Guzzi), riempiendo per oltre un decennio le cronache sportive e mondane della nazione, contribuendo in modo fondamentale a rendere il ciclismo uno sport di massa al centro dell'attenzione dei mass-media..
Bartali e Coppi sono stati forse i più importanti ciclisti italiani di sempre, nonché figure di assoluto primo piano nel panorama sportivo mondiale degli anni 1940 e 1950, con Bartali che divenne professionista nel 1934 mentre Coppi, più giovane di cinque anni, nel 1939: fino al 1954, anno di ritiro di Bartali, i due si diedero battaglia dominando la scena, vincendo otto Giri d'Italia (rispettivamente 5 Coppi e 3 Bartali), conquistando 39 tappe (22 Coppi, 17 Bartali), 4 Tour de France (due a testa), sette Milano-Sanremo (4 Bartali, 3 Coppi), più numerose altre competizioni per un totale di 124 vittorie di Ginettaccio Bartali e 122 dell'Airone Coppi.
All'epoca la rivalità tra i due campioni fu vista anche come una metafora per la suddivisione sociale e politica del paese, diviso tra movimenti di ispirazione laica, impersonati da Coppi, e d'influenza cattolica, che Bartali rappresentava con la sua devozione e i suoi riti della tradizione popolare. Con le prime elezioni della neonata Repubblica Italiana, Coppi e Bartali divennero i simboli dei due principali fronti politici in lizza, il Partito Comunista Italiano e la Democrazia Cristiana: Coppi era definito comunista, mentre Bartali era il democristiano. Questa divisione era soprattutto strumentale, e poco aderente alla realtà dei fatti: Coppi e Bartali insieme erano stati ricevuti dal papa. Tuttavia, la forte immagine cattolica-democristiana di Bartali necessitava una figura in antitesi che rappresentasse i movimenti socialisti, per cui Coppi venne eletto a simbolo dei partiti di quest'area, che si identificavano anche con la laicità del campione.

## Storia

### L'inizio

Bartali e un giovane Coppi al Giro del 1940, dove l'ancora sconosciuto gregario batté l'allora uomo di punta della Legnano.

La rivalità tra i due campioni cominciò nel 1940, anno in cui entrambi correvano per la medesima squadra, la Legnano. Bartali era già un campione affermato, mentre Coppi era un semplice gregario, giovane ma assai promettente. Durante una tappa, Bartali fu attardato da una caduta, e i gregari si fermarono ad aiutarlo: Coppi invece, su ordine dei tattici della squadra, proseguì verso il traguardo per mantenere la buona posizione di classifica conquistata sino ad allora. Coppi vinse la tappa, e Bartali si complimentò vivamente, alludendo però al fatto che molti corridori forti in pianura abbandonassero alle prime tappe di montagna. Bartali era noto come un potente scalatore, mentre Coppi era un passista, per cui la "minaccia" non era del tutto infondata, e voleva suonare oltre che come una rivendicazione di superiorità come un onesto consiglio. Ciò nonostante, forte della migliore posizione di classifica, Coppi divenne la punta della squadra e Bartali quasi assunse il ruolo di gregario per il giovane campione.
La classe di Coppi ebbe modo di manifestarsi nella tappa Firenze-Modena, nella quale il piemontese scattò sull'Abetone sotto il diluvio e conquistò tappa e maglia rosa. D'altra parte, la profezia di Bartali si avverò all'arrivo sulle Alpi, quando Coppi fu preso da crampi da fatica: deciso ad abbandonare il Giro, venne convinto dal veterano Bartali a proseguire. Ginettaccio rinfrescò il compagno con della neve, lo spronò con parole dure e lo costrinse a ricominciare a pedalare. Bartali in seguito definì Coppi acquaiolo, che nel gergo ciclistico era riferito ai portaborracce, cioè gregari che avevano la funzione di portare le borracce d'acqua ai corridori più forti della squadra.
Negli anni successivi Bartali ebbe problemi per via del suo rifiuto di piegarsi agli ordini del regime fascista per diventare un'altra "bandiera" dello sport italiano strumentalizzata dalla politica, arrivando a svolgere attività in favore dei rifugiati e a trasportare documenti per le attività di rifugiati e oppositori e a venir perseguito per il suo antifascismo. Al contrario, Coppi venne richiamato alle armi e partecipò anche alla campagna del Nord Africa come fante della Divisione Ravenna.

### Le gare
Nel Giro del 1946 Coppi assestò uno schiaffo morale al suo vecchio maestro: tra Auronzo e Bassano del Grappa dominò la tappa dolomitica del Falzarego, dando oltre cinque minuti di ritardo all'"arrampicatore" Bartali, che nonostante la batosta (più metaforica che reale, vista la differenza contenuta al traguardo) mantenne la maglia rosa. Da quel momento, Bartali si rese conto di avere in Coppi l'unico vero rivale temibile.

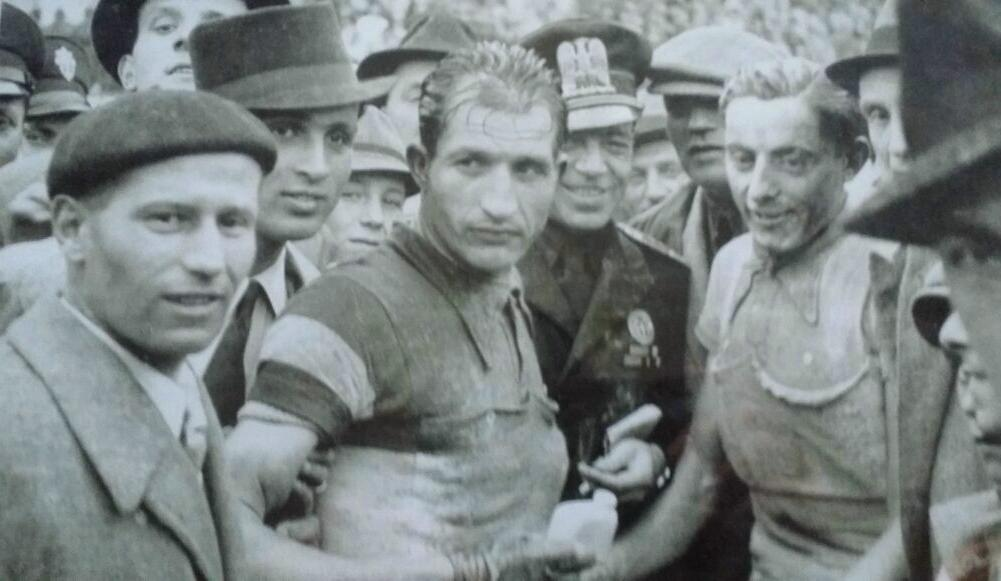
Coppi e Bartali nei primi anni 1940

Al mondiale di ciclismo del 1948, disputato a Valkenburg aan de Geul, Bartali e Coppi corsero insieme per la Nazionale, ma il comportamento dei due campioni fu quanto di meno collaborativo si possa immaginare: entrambi temevano che l'avversario emergesse come il migliore. Bartali inoltre era ancora in rotta con la Federazione per la mancata convocazione al Mondiale 1947, per cui a tutti i costi voleva dominare la gara. Per tutta la durata della gara si controllarono a vicenda, comportandosi come se fossero avversari: la corsa si concluse con entrambi i campioni italiani ritirati. Il comportamento fortemente antisportivo venne sanzionato inizialmente dalla Federazione con due mesi di squalifica, poi ridotti a uno solo.

### Il Tour 1952
Durante la tappa del Tour de France del 4 luglio 1952, tra Losanna e Alpe d'Huez, Fausto Coppi conduceva la gara in maglia gialla. Durante una impegnativa salita, il fotografo della Omega Fotocronache Carlo Martini scattò una fotografia sul passo del Galibier in cui si vedeva un passaggio di una bottiglia tra i due eterni rivali (di norma la storia viene raccontata alludendo al passaggio di una borraccia). La foto divenne rapidamente un simbolo della rivalità sportiva cavalleresca, della sfida tra galantuomini e del fair play che ha caratterizzato negli anni il rapporto tra i due campionissimi, ma la verità sullo scatto è sempre stata in discussione: non è infatti noto chi dei due stesse passando la bottiglia al rivale.

Coppi e Bartali al Giro d'Italia 1954, al crepuscolo della loro rivalità sportiva

Coppi non rivelò mai la verità, alludendo però al fatto di essere stato lui il benefattore, e Bartali, anche dopo la morte del rivale, non diede mai una risposta univoca: affermò a volte di essere stato lui a dare la borraccia, ma spesso in modo ironico e lasciando intendere di non voler rivelare la verità. Tarcisio Vergani, massaggiatore di Bartali, sostenne che la borraccia era di Bartali, che nella foto ha ancora diversi contenitori nei vari portaborracce. È infatti ancora oggi uso comune gettare a terra le borracce vuote per poter prendere quelle date ai punti di rifornimento, e gli spazi sulla bicicletta di Coppi nella foto appaiono vuoti, l'unica borraccia residua è nella mano del ciclista. Anche il ciclista Luigi Malabrocca, storico ciclista maglia nera del Giro e grande amico di Coppi, affermò in un'intervista di aver ricevuto dall'amico la confessione che la borraccia era in realtà di Bartali. La foto valse a Martini il Premio Fotocronista Sportivo dell'anno, attribuitogli postumo nel 1988 (Martini era scomparso nel 1968). La celebre fotografia, ricolorata, fu utilizzata per la copertina del primo numero del 1956 della rivista Sport illustrato.
Secondo Vito Liverani, fotografo sportivo e poi proprietario dell'agenzia Omega Fotocronache, la fotografia fu creata da Martini d'accordo con i due corridori e con la direzione della corsa. Coppi e Bartali in realtà non si passarono una borraccia, ma una bottiglia d'acqua, probabilmente Perrier. Liverani ebbe a dichiarare: «Lo sapete che quella foto, in realtà, venne per così dire "costruita" a tavolino? [...] La scena, quella scena, era già accaduta durante la tappa precedente. Solo che nessuno l'aveva ripresa. All'epoca non era come oggi, non c'erano mille telecamere, riprese, fotografie, moviole varie. Così, quel fotogramma in realtà era sfuggito a tutti. Così, un cineoperatore, Chiaradia si chiamava, propose a Bartali e Coppi di rifarla il giorno dopo. Gino e Fausto furono d'accordo e il giorno dopo ripeterono il passaggio di quella che è stata sempre considerata una borraccia, ma che in realtà è una bottiglia... E comunque, fu Bartali a passare la bottiglia a Coppi e non viceversa».
L'anno successivo Bartali fu escluso dal campionato del mondo di Lugano a favore di Coppi: la decisione non fu tanto per merito, quanto per una scelta strategica totalmente errata. La federazione pensava che il tracciato fosse più adatto ai velocisti e che non ci fosse necessità di uno scalatore (per quanto veloce come Bartali). Al contrario, il tracciato si dimostrò più adatto a corridori completi, che potessero esprimersi anche in salita, e molto probabilmente Bartali avrebbe avuto ottime chance di vittoria. La vicenda stimolò le polemiche tra i sostenitori di uno o dell'altro campione.

## Sintesi nei grandi giri

### Giro d'Italia (periodo 1940-1954)
| Ciclista     | 1940 | 1946 | 1947 | 1948 | 1949 | 1950 | 1951 | 1952 | 1953 | 1954 |
| ------------ | ---- | ---- | ---- | ---- | ---- | ---- | ---- | ---- | ---- | ---- |
| Gino Bartali | 9°   | 1°   | 2º   | 8°   | 2°   | 2º   | 10º  | 5°   | 4°   | 13º  |
| Fausto Coppi | 1°   | 2º   | 1°   | rit. | 1°   | rit. | 4°   | 1°   | 1°   | 4º   |

### Tour de France (periodo 1948-1953)
| Ciclista     | 1948 | 1949 | 1950 | 1951 | 1952 | 1953 |
| ------------ | ---- | ---- | ---- | ---- | ---- | ---- |
| Gino Bartali | 1°   | 2º   | rit. | 4°   | 4º   | 11º  |
| Fausto Coppi | -    | 1°   | -    | 10º  | 1°   | -    |

## La rivalità nella cultura di massa

### La sfida tra cavalieri
La rivalità tra i due campioni fu sempre di alto livello e improntata al più corretto rispetto tra i due contendenti. Nonostante Bartali e Coppi rappresentassero le due diverse anime della società italiana, e nonostante i due avessero convinzioni quasi opposte in ambito politico e religioso, al di fuori delle competizioni furono sempre in buoni rapporti.
Anche dal punto di vista umano, i due ciclisti erano profondamente diversi: Curzio Malaparte scrisse che «c'è sangue nelle vene di Gino, mentre in quelle di Fausto c'è benzina»: questa dicotomia rappresentava appieno l'immagine di Bartali, solare e schietto campione contadino, sanguigno e amante di vino e buon cibo, di morale tradizionalista, e Fausto Coppi, personaggio tormentato, secco e atletico, fedele alla dieta e scientifico nella sua preparazione, di idee libertine ma malviste.
La lotta tra i due ciclisti accese le frequenze di Radio Rai sia per le radiocronache della redazione sportiva, che dal 1947 seguì il Giro d'Italia, sia per l'aspetto più mondano, curato nel programma Il Girino Innamorato (poi Giringiro): Coppi e Bartali erano ovviamente l'argomento principe.

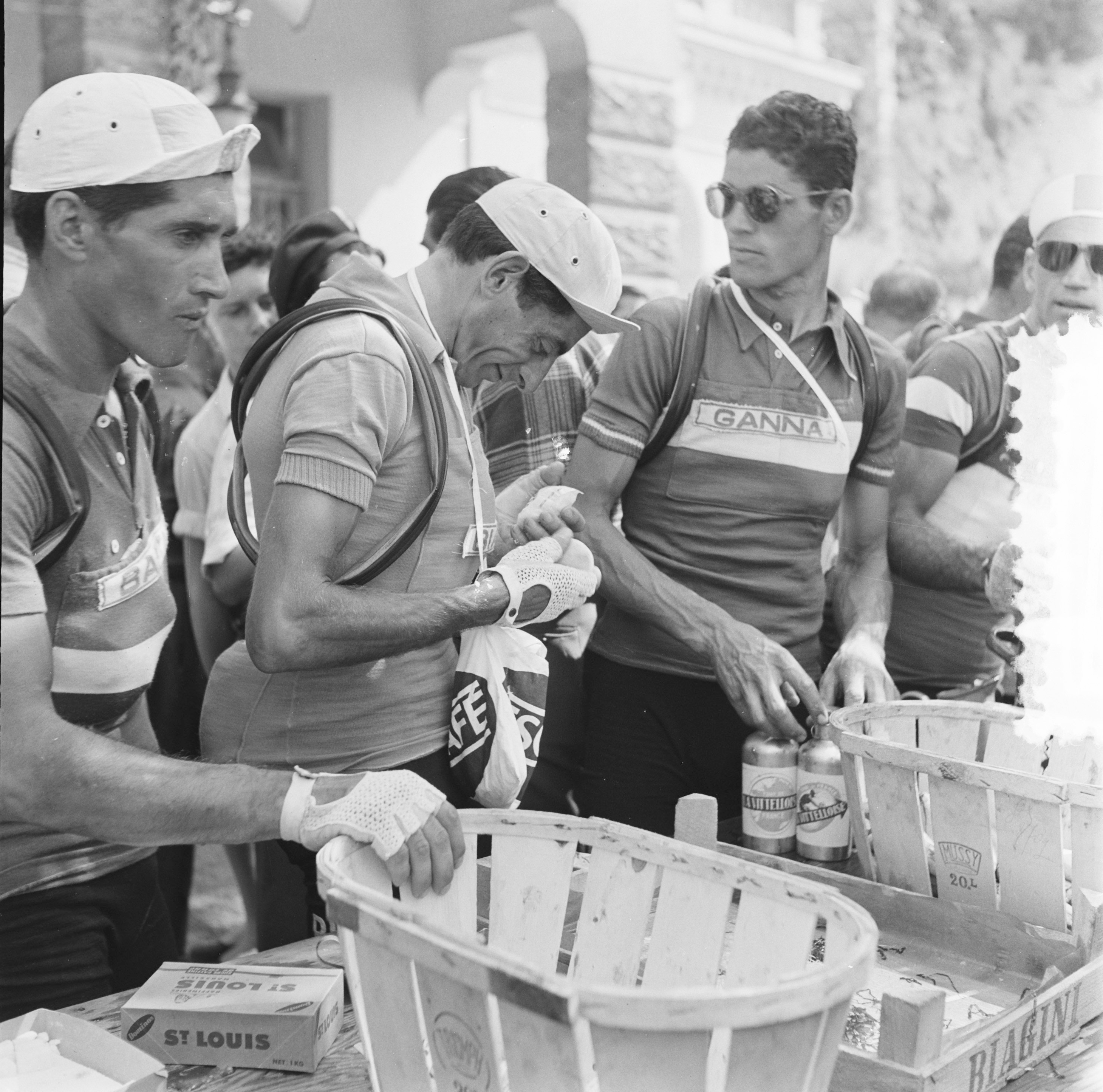
Coppi mangia un'arancia durante una pausa al Tour de France 1952. All'estrema destra, Fiorenzo Magni.

La rivalità tra i campioni era anche rivalità delle tifoserie: da una parte i tifosi della Legnano (i ramarri, dal colore verde oliva delle divise della squadra), dall'altra gli aquilotti azzurri della Bianchi di Coppi. E come si discuteva della forza dei campioni, si combatteva anche per stabilire chi avesse i gregari migliori: i "bartaliani" Corrieri, Ricci e Salimbeni, o il trio "coppiano" Ronconi, Conte e Pasquini? La sfida si estendeva al mondo tecnico, dove i costruttori tramite le avventure delle competizioni cercavano di emergere in una società che vedeva nella bicicletta un mezzo di trasporto e non solo di intrattenimento: le case lombarde Bianchi e Legnano divennero le due punte di diamante del mondo delle costruzioni ciclistiche.
Sempre per l'aspetto tecnico, l'opinione pubblica si divise sulla scelta del miglior cambio a rapporti: il cambio Campagnolo, brevetto italiano di Tullio Campagnolo del 1940, o il moderno cambio Simplex, francese? Bartali rimase sempre fedele al Campagnolo, meno pratico ma più affidabile, mentre Coppi non disdegnò in diverse occasioni il Simplex, che permetteva di cambiare continuando la pedalata.
Coppi e Bartali avevano in comune un doloroso ricordo: entrambi avevano perso un fratello per il ciclismo. Giulio Bartali era morto a neanche vent'anni nel 1936 per un incidente contro un'auto durante una corsa, mentre Serse Coppi morì nel 1951 per una caduta durante la volata finale al Giro del Piemonte.

### Magni, il terzo uomo
Uno degli inaspettati "beneficiari" della sfida tra Bartali e Coppi fu il pratese Fiorenzo Magni. Magni era un ciclista di grande capacità, che rimase però in ombra in un periodo dominato dai due titani.
Magni prese l'abitudine di rimanere nei pressi della testa della gara, ma senza mai emergere in modo da apparire pericoloso per i due campionissimi. Quando c'era l'occasione, Magni scattava per vincere la tappa: questo era possibile anche perché non sempre a Bartali e Coppi interessava la vittoria, a volte era preferibile limitarsi a un buon piazzamento, ma senza stancarsi troppo in vista della gara successiva. Anche grazie a questa tattica conquistò tre Giri d'Italia (1948, 1951 e 1955).
Magni nel 1950 fu costretto ad abbandonare il Tour de France su insistenza di Bartali, che dopo essere stato aggredito da alcuni tifosi sul Colle d'Aspin spinse al ritiro tutta la squadra italiana. Al momento del ritiro, Magni conduceva la classifica e deteneva la maglia gialla, ma non era nella posizione di contrastare Bartali col rischio di inimicarselo: questo gli avrebbe precluso in futuro l'aiuto dei due.